# Riflesso trigemino-cardiaco
Il riflesso trigemino-cardiaco (abbr. TCR, dall'inglese trigemino-cardiac reflex) consiste in una riduzione della frequenza cardiaca associata ad una marcata diminuzione della pressione arteriosa media in seguito a stimolazione del nervo trigemino. L'ipermotilità gastrica è un'altra tipica conseguenza dell'evocazione del riflesso. 
Il TCR sta emergendo come il "capostipite" di una famiglia di reazioni fisiologiche riflesse, non necessariamente di tipo patologico, che includono il riflesso oculo-cardiaco e il riflesso di immersione.

## Caratteristiche
Il riflesso trigemino-cardiaco è solitamente definito come un abbassamento della pressione arteriosa media del 20% associato a una frequenza cardiaca inferiore a 60 battiti al minuto. Un'altra conseguenza comune del TCR è l'apnea, e ciò attesta la sua stretta relazione con il riflesso di immersione. Tuttavia, contrariamente a quest'ultimo, il TCR non causa vasocostrizione periferica. 
Può essere evocato dalla stimolazione meccanica, elettrica o chimica di una qualsiasi delle fibre sensoriali afferenti trigeminali, incluso quelle propriocettive. Nel caso del riflesso di origine esterocettiva, le afferenze sensoriali raggiungono il ganglio di Gasser e proiettano centralmente al tronco cerebrale. Il nucleo spinale del nervo trigemino situato nel midollo allungato è la prima stazione dell'arco afferente del riflesso. Attraverso stimolazione elettrica localizzata, è stato osservato che i siti più sensibili per il TCR si trovano nella porzione dorsale del tratto spinale e nella pars caudalis del nucleo spinale.
Evidenze neurofisiologiche mostrano l'esistenza di fibre che dai nuclei trigeminali raggiungono indirettamente il nucleo ambiguo nella formazione reticolare midollare, che è uno dei due centri nervosi insieme al nucleo dorsale motorio del vago che invia proiezioni inibitorie al cuore. 
Altre fibre raggiungono i nuclei simpatici che controllano il tono delle arterie, provocando vasodilatazione periferica e quindi riduzione della pressione arteriosa. Tale effetto appare indipendente dalla bradicardia. 

## Incidenza
Il TCR è frequentemente segnalato nella chirurgia cranio-maxillo-facciale, con un'incidenza della bradicardia riflessa che va dall'1 al 2%, e nella chirurgia del basicranio, con un'incidenza fino al 18%. Non sono numeri così impressionanti, tuttavia, se paragonati con l'incidenza del riflesso oculo-cardiaco durante la chirurgia dello strabismo, osservato in oltre il 32% dei casi.
I casi di TCR vengono segnalati anche al di fuori dell'ambito chirurgico e ci sono prove che lo stretching mandibolare provochi la stessa riduzione di frequenza cardiaca e pressione media osservata nel TCR. In una pubblicazione del 2017 è stato segnalato un tipo ricorrente di TCR: per esempio, in una persona anziana i cui sintomi persistevano diversi anni dopo l'intervento chirurgico e che sono migliorati solo in seguito ad ablazione del quinto nervo cranico.
Sono stati individuati diversi fattori predisponenti all'insorgere del TCR, dall'anestesia leggera all'elevato tono vagale a riposo. È stato anche riportato un caso di TCR con insorgenza ritardata, con il soggetto che ha sviluppato bradicardia 48 ore dopo un'operazione intraorbitale.

## Rischi
Il TCR e i riflessi correlati possono rappresentare un serio pericolo per la salute dei pazienti sottoposti a procedure mediche nella regione facciale. Le modificazioni cardiovascolari indotte dal riflesso sono solitamente reversibili in seguito all'abolizione dello stimolo che lo ha evocato, ma in certi casi possono insorgere aritmia, asistolia, con conseguenze persino mortali. Inoltre, una rapida riduzione della pressione sanguigna a un livello inferiore al limite di autoregolazione del flusso cerebrale può provocare una disfunzione nel sistema nervoso centrale in seguito a ipoperfusione. 
Come misure preventive, nella pratica medica, si impiegano l'anestesia locale del nervo trigemino o la previa somministrazione di farmaci anticolinergici, ma nessuna delle due mette al riparo completamente dai rischi associati al TCR. 
È stato ipotizzato che la sindrome della morte improvvisa del lattante, le cui cause sono ancora ignote, possa dipendere dall'induzione del TCR.
Al contrario, il TCR indotto per via propriocettiva non sembra provocare reazioni tanto estreme, tuttavia la casistica è ancora limitata.

## Funzione
La funzione fisiologica del riflesso trigemino-cardiaco è ancora dibattuta.
Alcuni ricercatori sottolineano l'importanza della TCR nei primi mesi di vita. Quando il neonato viene allattato al seno materno, ha le vie nasali parzialmente ostruite dal corpo della madre con conseguente ipoventilazione. Perciò i cambiamenti metabolici indotti dal riflesso potrebbero aiutare a evitare danni al cervello in via di sviluppo.
Inoltre, il TCR è stato proposto come meccanismo compensatorio che agisce in risposta alla tachicardia indotta dal bruxismo notturno.

## Storia
Il termine "riflesso trigemino-cardiaco" fu introdotto nel 1988 da due autori britannici per includere le sorgenti extra-oculari di quello che era, ed è tuttora, conosciuto come riflesso oculo-cardiaco, ovvero un abbassamento della frequenza cardiaca associato a manipolazioni del bulbo oculare.
A partire dalla fine degli anni '90, gli studi del neurochirurgo svizzero Bernard Schaller e dei suoi collaboratori hanno portato alla luce numerosi aspetti di questo fenomeno clinico.